# Monika Tatzkow
Monika Tatzkow (* 1954) ist eine deutsche Historikerin.

## Leben
Tatzkow absolvierte an der Humboldt-Universität Berlin ein Studium der Geschichte und promovierte 1986 über die Entwicklung der Industrie- und Handelskammer der Deutschen Demokratischen Republik.  Bis zur Wende war sie als Historikerin an der Akademie der Wissenschaften tätig. Nach 1989 forschte Tatzkow zu offenen Vermögensfragen in Berlin, später zur Raubkunst.
Zusammen mit Jost von Trott zu Solz beteiligte sich Tatzkow an der weltweit ersten Rückgabe nach der Washingtoner Erklärung zur Kunstrestitution: eine Van-Gogh-Zeichnung aus der Sammlung Silberberg, die in den Staatlichen Museen Berlins aufbewahrt wurde. Zudem forscht sie weltweit nach Kunstgegenständen, etwa in den USA, Schweiz, England und Russland. Sie erzielte Herausgaben und Einigungen mit den Betroffenen in allen maßgeblichen Ländern und ist als Kooperationspartnerin von Museen, Alteigentümern und aktuellen Besitzern tätig.

## Schriften
- Gunnar Schnabel, Monika Tatzkow: Nazi Looted Art. Handbuch Kunstrestitution weltweit. Proprietas-Verlag, Berlin 2007, ISBN 978-3-00-019368-2
- Mit Melissa Müller: Verlorene Bilder, verlorene Leben – Jüdische Sammler und was aus ihren Kunstwerken wurde. Elisabeth-Sandmann, München, 2008, ISBN 978-3-938045-30-5.

## Film
- Marina Farschid (Buch und Regie): Auf den Spuren der Sammlung Liebermann. Ein Kunstkrimi. RBB, 2014. 29 Min. In der Dokumentation wird die Suche nach der großen und berühmten privaten Kunstsammlung Max Liebermanns gezeigt. Tatzkow erläutert unterschiedliche Vorgehensweisen von Besitzern von Raubkunst in den vergangenen Jahrzehnten und die Schwierigkeiten bei der Restitution.[4]